# アジアWチャンピオンシップ
アジアWチャンピオンシップ（Asia W-Championship）は、2013年に新設された女子バスケットボールの国際大会である。主催は東アジアバスケットボール連盟及び各国バスケットボール協会。大会名は「アジア女子クラブチャンピオンシップ」「アジアWリーグチャンピオンシップ」、さらに「アジア」に「東」を付けるなどいくつか見られるが、本記事は「アジアWチャンピオンシップ」を採用する。日本・韓国・中国・台湾の4ヶ国・地域における各リーグ優勝クラブが出場。

## 歴史
第1回は2013年4月5日から7日の3日間に渡り韓国・龍仁市の龍仁室内体育館で総当り方式で行われた。
毎年持ち回りで開催され、第2回は日本開催となる予定だったが、開催時期が折り合わず1回限りで終了した。

## 歴代順位
| 回 | 年   | 優勝             | 準優勝                 | 3位      | 4位      | 開催地                     |
| -- | ---- | ---------------- | ---------------------- | -------- | -------- | -------------------------- |
| 1  | 2013 | ウリィ銀行ハンセ | JX-ENEOSサンフラワーズ | 国泰人寿 | 遼寧衡業 | 韓国・龍仁市龍仁室内体育館 |